# 아디티
아디티(산스크리트어: अदिति)는 인도 신화에 나오는 신으로, 아디트야의 어머니이자 무한, 하늘, 의식, 과거, 미래와 다산의 여신이다. .

## 베다

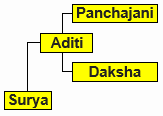
Aditi의 가계도

아디티는 일반적으로 리그베다에서 언급되는 우샤스나 프리티비와 같은 다른 베다 여신들과는 달리 특정 자연 현상이 아닌 무한이라는 개념이 신격화된 신이며, 리그베다에서 아디티는 어머니로서의 존재로서 종종 그녀에게 탄원하는 사람을 보호하거나 부와 안전 및 풍요로움을 제공한다. 또한 베다에 수록된 "다크샤가 아디티에서 나왔고 다크샤에서 아디티가 나왔다"라는 구절은 "같은 신성한 본질의 영원한 순환적 재탄생"과 신성한 지혜에 대한 해석으로 본다.

## 같이 보기
- 아디트야
- 카샤파